# Чиканна
Чиканна (ісп. Chicanná) — руїни міста цивілізації мая в штаті Кампече (Мексика). Назва з юкатецької мови перекладається як «Будинок зміїної пащі».

## Історія
Стародавня назва невідома. Поселення утворилося в середині докласичного періоду, близько 300 року до н. е. Протягом докласичного періоду перебувала в залежності від державного утворення зі столицею в городищі Бекан. У класичний період Чиканна стала другою столицею держави Бекан. У VII столітті держава стала панівною в області Ченес та Ріо-Бек, а Чиканна — ритуальним центром північного Юкатану.
Розквіт міста тривав з 600 до 830 року, стало важливим місцем паломництва. У цей період сформувався місцевий стиль у мистецтві та архітектурі, що став основою для стилю Ченес загалом. Після 830 року не було зведено жодної будови. Разом з тим військова потуга зберігалася протягом часу колапсу класичного періоду.
Чиканна зуміло зберегти свій статус під час навали племен мая-іца та тольтеків. Лише близько 1100 року внаслідок постійних військових конфліктів населення залишає це місто.

## Опис
Розташовано на відстані 2 км на захід від Бекану, 140 км на південь від руїн Тікаля.
Особливістю є змішування стилів архітектури Ріо-Бек та Ченес, частково Пуук. Складається з 4 груп, що позначені буквами латини: від А до D.
Ритуально-адміністративний центр становить група А, основа якої представляє головну площу, храм-піраміду та рештки величного акрополя. Інтерес являє Будівля I. У будівлі розташовані 10 майже симетричних одна одній кімнат. Перед будівлею розташована тераса, на яку ведуть сходи. Всього в будівлі 5 вхідних дверей, 3 з яких виходять на терасу. Центральний фасад прикрашено орнаментом з 4 масок чудернацьких тварин. З боків будівлі розміщено дві круглі вежі з нефункціональними крутими сходами. На кожній вершині веж було розташовано по одному невеликому храму. Ці вежі були невеликими копіями пірамідальних храмів Тікаля.
Місцем перебування ахавів був палац, який ще називають «Будовою Зміїної пащі» (Будівля II). У давнину стіни будівлі були прикрашені в червоні, чорні, сині, жовті й зелені кольори, які дотепер іноді простежуються у вигляді слабко помітних плям. Вхід до будівлі виконаний таким чином, що являє собою роззявлену пащу величезного змія. Над входом розташовані ікла, очі та ніс, а внизу, у вигляді тераси — висунута нижня щелепа монстра, теж з іклами. Також можна розрізнити 4 (менших за розміром) профілю масок чудовиськ вздовж 2 зовнішніх країв центральної декоративної панелі. Складається враження, що зубаста паща поглинає будь-кого, хто в неї входить.
На території групи А виявлено низку жител тамтешньої знаті, яскравим прикладом яких є Будівля III (зведено наприкінці класичного періоду). Дах у будинку був солом'яним. У будівлі двоє дверей з виходом на площу і дві — з півночі та зі сходу.
Групи В і С являють собою житлові райони, що розташовані подалі від центру. З першої групи найкраще збереглася Будова VI. У групі С є будівлі X і XI на єдиній платформі, що поєднані барельєфом з масок.
Група D є кварталом знаті. Інтерес являє Будівля XX, що має декілька поверхів, яку зведено наприкінці VIII або на початку IX ст. Верхня і нижня частина будівлі виконані у вигляді масок чудовиськ з роззявленими ротами. Зовнішня частина стіни зруйнована, таким чином не видно всього фасаду. У кожному кутку другого поверху розташовано вертикальні рядки довгоносих масок.
На території виявлено декілька чультунів — своєрідних цистерн для збирання води, насамперед дощової.

## Історія досліджень
У 1966 році відкрито Джеком Ітоном, який здійснив перші дослідження до 1971 року. У 1983 році проведені значні розкопки фахівцями Інституту археології та історії Мексики на чолі із Романом Пінья-Чан.